# Silvio de Sainte-Croix
Silvio de Saint-Croix ( ? – 1598, Rome) fut archidiacre puis archevêque d’Arles (1574-1598).

## Biographie

### Origines et premières années
Neveu de Prosper de Sainte-Croix, Silvio de Saint-Croix bénéficie de la resignatio de son oncle et de ses soutiens au sein de la cour pontificale.  Archidiacre d'Arles, il succède ainsi à son oncle 1573, mais ne prend possession de son archevêché qu'en 1578.

### Archevêque d'Arles
En dépit de cette prise de fonction tardive, Silvio de Sainte-Croix incarne une nouvelle génération de prélats résidents plus fréquemment au siège archiépiscopal et déterminés à réformer à la fois le clergé et les fidèles. Dès son entrée en fonction, il est aux prises avec une situation difficile marquée par les affrontements religieux, les saccages des églises de Camargue par les Huguenots (1576-1577), la peste de 1580, les inondations de 1580 et 1583 qui apportent désolation et famine. Il fait preuve d’un réel zèle pastoral et fait adopter, dès sa parution, le bréviaire romain suivant le concile de Trente. 
Le 7 septembre 1579, il vend aux Consuls d'Arles, pour le prix de 725 écus d'or sols de 60 sols pièce, la seigneurie de Trinquetaille avec tous ses droits, sous la réserve de la dîme du prieur.  D'après Jean-Pierre Papon, cette vente traduirait l'avarice du prélat.
Il semble en effet s'être montré peu touché par les  ravages de la peste, des guerres, de la famine et des inondations qui accablent la ville. Toujours d'après Jean-Pierre Papon, il faut un arrêt du parlement d'Aix, pour l'obliger à secourir ses malheureux diocésains. Il donne toutefois au nouvel hôpital du Saint-Esprit cent septiers de bled, & cinquante de seigle annuels.
La Ligue d’Arles qui oppose dès 1589 les catholiques zélés (les Ligueurs) aux royalistes génèrent des troubles, facteurs de dérèglements sociaux et religieux, et le délabrement de nombreux édifices cultuels, comme la chapelle Saint-Genest-de-la-Colonne de Trinquetaille, tombée en ruines et restaurée en 1591 par le prélat, puis finalement détruite par les troupes d’Epernon. Bien qu’exigeant une grande rigueur contre les protestants, Silvio de Sainte-Croix reste fidèle au roi. Il va même à critiquer le conseil de la ville, ligueur, qui pour affirmer son attachement au catholicisme romain établit en 1588 un couvent de capucins dont l'archevêque regrette l’esprit d’ambition et d’intrigue. Le 2 juillet 1589, il consacre l'église des Frères-Mineurs de l'Observance, sous le vocale de S. Maria de Consolatione.

### Un archevêque peu apprécié
Toutefois, il est chassé d’Arles en 1598 et se trouve à Rome lorsqu'il se démet de sa charge au profit d’Horacio Montano, chanoine de  Saint-Pierre de Rome nommé à la nonciature de France par Clément VII, qui bénéficie du double soutien de la curie romaine et du nouveau roi de France, Henri IV. Pour Jean-Pierre Papon, il se démet à cause de ses infirmités et du consentement du roi ; son départ dit-il est peu regretté de ses diocésains, qu'il n'avait pas édifiés. 
Silvio de Sainte-Croix meurt à Rome cette même année.